# Sorbiers (Alte Alpi)
Sorbiers è un comune francese di 40 abitanti situato nel dipartimento delle Alte Alpi nella regione della Provenza-Alpi-Costa Azzurra.

## Società

### Evoluzione demografica
Abitanti censiti